# Oľka (wieś)
Oľka (rusiń. Олька, Olka) − wieś (obec) na Słowacji w kraju preszowskim w powiecie Medzilaborce. Miejscowość położona jest w historycznym kraju Zemplin.
Spośród 320 osób zamieszkujących wieś Oľka w 2011 roku, 166 było Rusinami, a 136 Słowakami.

## Historia
Oľka powstała w 1944 roku z połączenia wsi Vyšná Oľka (pierwsza pisemna wzmianka na jej temat pochodzi z 1408 roku) oraz Nižná Oľka (pierwszy raz wzmiankowana w 1569 roku). W 1965 roku przyłączono wieś Krivá Oľka.